# 日本大百科全書
『日本大百科全書 ニッポニカ』（にほんだいひゃっかぜんしょ ニッポニカ）は、小学館から出版された書籍版の百科事典である。
「日本と日本人について徹底的に、かつ広範囲にわたって一層の記述をすること」を目的として、10年の準備期間を経て、13万を超える項目と50万を超える索引が五十音順で2万3000を超えるページに編成された。1984年に初版の頒布が開始され、5年の歳月をかけて1989年に全25巻の刊行が成された。最新版である1994年版では、独立した巻となっている索引と補巻を含めて26巻から構成される。現在は絶版である。

## 概要

### 小学館と百科事典
1922年（大正11年）の創立当初の小学館は、小学校児童向けの学習参考書と雑誌に特化した出版社だった。『日本百科大事典』（1962年）が小学館最初の百科事典で、130万セットを超える大ベストセラーになった。それ以来、小学館は継続的に百科事典を出版してきた。1965年の『世界原色百科事典』、1967年の『大日本百科事典ジャポニカ』、1970年の『こども百科事典』、1972年の『万有百科大事典』などである。

### 主題
『日本大百科全書』には、6,000人を超える各界の権威が署名入りで記事を寄稿した。主題の範囲は社会科学・自然科学・人文科学・レジャーからライフスタイルにまでわたり、日本の社会環境と文化を強調している。地方とその歴史に焦点を当て、日本の地名に関する3,325の項目を持つ。同時に、諸外国・文化・歴史・社会についても、特に日本との関係に焦点を当てて解説している。
記事の長さは記事によって異なる。1段落しかないものもあるが、2ページを超えるものもある。5万以上の図版が読者の理解を助けている。とくに、科学と芸術の記事はグラフ・図表・地図・通信衛星画像・年表・芸術作品の写真、および肖像画を含んでいる。

### 特徴
また各項目に加え、この百科事典はいくつかの学術分野からの権威が各自のさまざまな学術的視点を組み合わせた「コラボレーション」を含む。
他には、従来の百科事典に見られなかった動詞項目が『日本大百科全書』の特徴である。それらの項目は動詞の単純な意味を説明するばかりでなく、それらの文化的・社会的・科学的な側面も記述している。たとえば、「歩く」の項目は人間と動物の両方についての歩く方法や理由と、歩行に関する医学実験を説明している。

## 電子化
時代の変化もあり、1994年版を最後に紙の書籍版での刊行は行われていないが、その後も改訂作業は続けられており、その成果は電子版という形で世に出ることとなる。ソニー株式会社からの働きかけで、1996年にソニーの電子ブックプレーヤー「データディスクマン」用「日本大百科全書」がプレイヤーとソフトウェアのバンドル形態で販売された。再生機器がモノクロ表示であるため、テキストデータをプレーヤー上で参照し、カラーの写真、図録は付属の冊子を参照する形をとった。2004年にソニーのメモリースティック対応電子辞書用に「日本大百科全書（ライト版）」が販売された。同様に再生機器がモノクロ表示であるが、カラーの写真、画像の掲載された小冊子は付属していない。
さらに小学館は1998年、「日本大百科全書＋国語大辞典―スーパー・ニッポニカ CD-ROM Windows版」を開発・販売した。当時、小学館はマイクロソフトと辞書ソフト「Microsoft Bookshelf Basic」を共同開発するなど協力関係にあったが、「スーパー・ニッポニカ」はマイクロソフトの「エンカルタ総合大百科」の競合商品となるため協力を得ることができず、小学館が独自にコンテンツのデータベース化を行うこととなった。
国語大辞典と併せてテキスト38万項目、動画80、画像8,000、アニメーション90、音声350、バーチャルリアリティ画像60の膨大なコンテンツ量を誇る、本格的な純国産の電子百科事典が誕生した。多段組表示、ヒラギノ書体採用、CD-ROM4枚組という点でも、ニッポニカは世間の耳目を集めたが、製品化は困難を極めた。後年には地図も内蔵され、世界地図と日本地図を閲覧でき、地図から地名の情報を調べることも可能になっていた。
2000年にはウェブ展開も開始。小学館の関連会社が運営する知識活用支援サイト「ジャパンナレッジ」において、ニッポニカはキラーコンテンツとして現在もその中核的役割を果たしている。同様のサービスには平凡社の「ネットで百科」などがある。

### Yahoo!百科事典
2008年11月、Yahoo! JAPANとの提携で「Yahoo!百科事典」として、ウェブサイト上でデジタル化された全てのコンテンツの無料公開を開始。各分野の権威が編纂した百科事典を自由に利用できるサービスを謳った。
しかしインターネット百科事典の収益化は難しく、2013年12月3日に「Yahoo!百科事典」はサービスを終了した。また先行するマイクロソフト社の「エンカルタ百科事典」も2009年にオンラインサービスを終了している（詳細はエンカルタの項目を参照）。

### コトバンク
2014年11月6日、無料事典サイト「コトバンク」に収録された。

## ニッポニカ電子版の一覧
- 小学館/ソニー『日本大百科全書』DD-2001 バンドル版 (EBXA)
- 小学館/ソニー『日本大百科全書［第2版］』DD-2001MK2 バンドル版 (EBXA)
- 小学館/ソニー『日本大百科全書』DD-S1000 バンドル版 (S-EBXA)
- 小学館/ソニー『日本大百科全書（ライト版）』（BBEB）
- 小学館『スーパー・ニッポニカ [総合版] 日本大百科全書+国語大辞典』 (1998)
- 小学館『スーパー・ニッポニカ〔ライト版〕日本大百科全書+国語大辞典』 (1999)
- 小学館『スーパー・ニッポニカ2001〔DVD-ROM版〕日本大百科全書+国語大辞典』(2001)
- 小学館『スーパー・ニッポニカ2001〔ライト版〕日本大百科全書+国語大辞典』(2001)
- 小学館『スーパー・ニッポニカ2002〔DVD-ROM版〕日本大百科全書+国語大辞典』(2002)
- 小学館『スーパー・ニッポニカ2003〔DVD-ROM版〕日本大百科全書+国語大辞典』(2003)
- 小学館『日本大百科全書(ニッポニカ)』カシオ計算機 EX-word (2014)

## ウィキペディア日本語版との比較
2009年9月末時点でのウィキペディア日本語版（当時の項目数は約60万項目以上）を対象とし、『日本大百科全書』内の「日本の政治問題」に相当するウィキペディア日本語版の項目と比較して定量的分析を行った研究がある。
全体的な傾向としては、一つの記事の平均記述量は日本大百科全書1083.3文字に対し、ウィキペディア3531.5文字（共に解説文テキストの抽出を主眼とし、見出し、関連項目、外部リンク等は抽出対象外）であったが、「日本の政治問題」に含まれた132項目に相当する記事がウィキペディアで全く見つからないケースが15項目あった。また「日米安全保障条約」「教科書裁判」のような記事では、当時は日本大百科全書の方が記述文字数が長く、ウィキペディア日本語版ではユーザーの関心や適切な参考文献を得にくい記事は短くなる傾向にあると推定されている。なお、固有名詞の出現頻度が高い順に観察すると両者の傾向は類似し、『日本大百科全書』でほとんど出現しないがウィキペディア日本語版では高頻度で出現した固有名詞は、新聞や雑誌などマスメディアの名称であった。